# Rhopophilus pekinensis
Rhopophilus pekinensis е вид птица от семейство Коприварчеви, единствен представител на род Rhopophilus.

## Разпространение
Видът е разпространен в Китай, Северна Корея и Южна Корея.